# TAMAMIZU
TAMAMIZU（たまみず、1971年1月13日 - ）は、京都府京都市伏見区出身、同府在住のミュージシャン。血液型B型。
ロックバンドCASCADEのボーカルであり、同バンドではTAMA（タマ）名義で活動している。

## 来歴
1990年から1992年までヴィジュアル系バンド、妖花（ようか）のベーシストとして玉水（ギョクスイ）名義で活動。
1993年からはCASCADE結成によりボーカリストへ転向し、TAMA（タマ）名義で活動を開始（結成当初はGYOKU（ギョク）名義）。ボーカルの他に作詞も手がける。2001年10月、所属事務所をアミューズから新会社のプラナに移籍。
2002年のCASCADE解散後、1年間の活動休止期間を経て、TAMAMIZU（タマミズ）名義でソロ活動を開始。デビューシングル『みにくい反逆児』のプロデュースをSOPHIAの松岡充が担当した。
2005年頃から新バンド結成のためメンバー探しを始め、2006年1月からロックバンドFU JI KOのボーカリストとして活動。2007年8月にはCASCADEのドラマーHIROSHIとDIG DAGのボーカリストとして活動。
2009年2月14日からはCASCADEを再結成し、再びそのボーカルを務めている。
2018年6月22日にPsycho le CemuのAYAとseek、元Hysteric Blueの楠瀬タクヤにTAMAMIZUを含めた4人でMIMIZUQを結成。同年9月8日に初ライブを開催した。
2020年6月にMIMIZUQを脱退することを発表。

## 人物
- 愛猫は雷太（らいた）と丸次（まるじ）。どちらも元保護猫である。
- チャッピー（ヨークシャテリア）を飼っており、ブログによく写真を載せていたが、2009年5月23日に事故死。その前はえびす温泉の賞金で買ったタッタ（キャバリア・キング・チャールズ・スパニエル）を飼っていた。
- ラーメン（特に豚骨）とレモンが大好物。
- フィギュア収集が趣味で、中でも『機動戦士ガンダム』シリーズが1番好き。
- ゴキブリが大の苦手。
- 漫画好きであり、『NARUTO』『金色のガッシュ!!』などを愛読している。
- 2021年9月より、出身地である京都の古民家へ愛猫とともに移住したことをInstagramで報告[4]。

## ディスコグラフィー

### シングル
1. みにくい反逆児／風の生まれる場所／青く、ただ青く （2004年3月3日）[通常盤+初回生産限定盤(DVD付)]オリコン42位・全作詞・作曲・編曲：松岡充
CD
  1. みにくい反逆児[4:05]
  2. 風の生まれる場所[4:01]
TBS系「チューボーですよ!」エンディングテーマ
  3. 青く、ただ青く[4:45]

DVD（初回生産限定盤のみ）
  1. 映画 「青く、ただ青く」 ダイジェストver.収録DVD
2. 犬の生活／ホテル・スイート・ハイビスカス （ライブ会場限定販売） （2004年11月15日）

### アルバム
1. マーブル （2004年4月7日）オリコン80位
  - DISC1
  - 作詞・作曲・編曲：松岡充

  1. motivation[3:03]
  2. みにくい反逆児[4:08]
  3. 夜更け[3:08]
  4. 風の生まれる場所[4:02]
  5. 星を探してる[3:53]
  6. 青く、ただ青く[4:45]

  - DISC2
  - 作詞・特記以外作曲：TAMAMIZU／編曲：鎌田雅人

  1. Bloody Marz[3:39]
作曲：TAMAMIZU・鎌田雅人
  2. お願いレスキュー![2:48]
  3. Core[3:50]
  4. 稲妻マーブル[4:48]
  5. サララ[4:08]
  6. NG-Jet[3:39]
  7. Peach-Time-Sky[5:12]
作曲：TAMAMIZU・鎌田雅人

## CM
- ナムコ（現:バンダイナムコゲームス）『R4 -RIDGE RACER TYPE 4-』（1998年）